# 徳之島空港

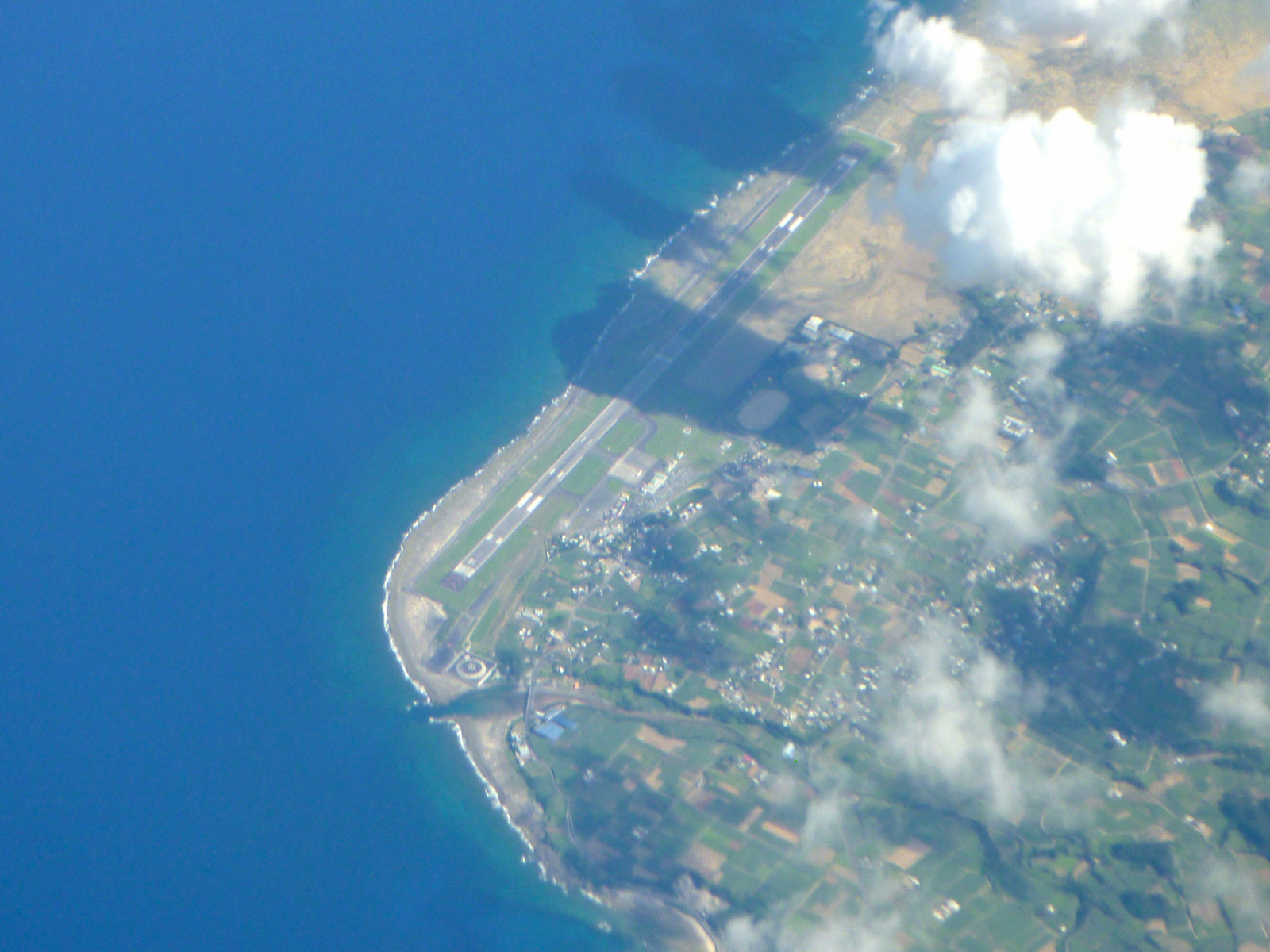
徳之島空港空撮

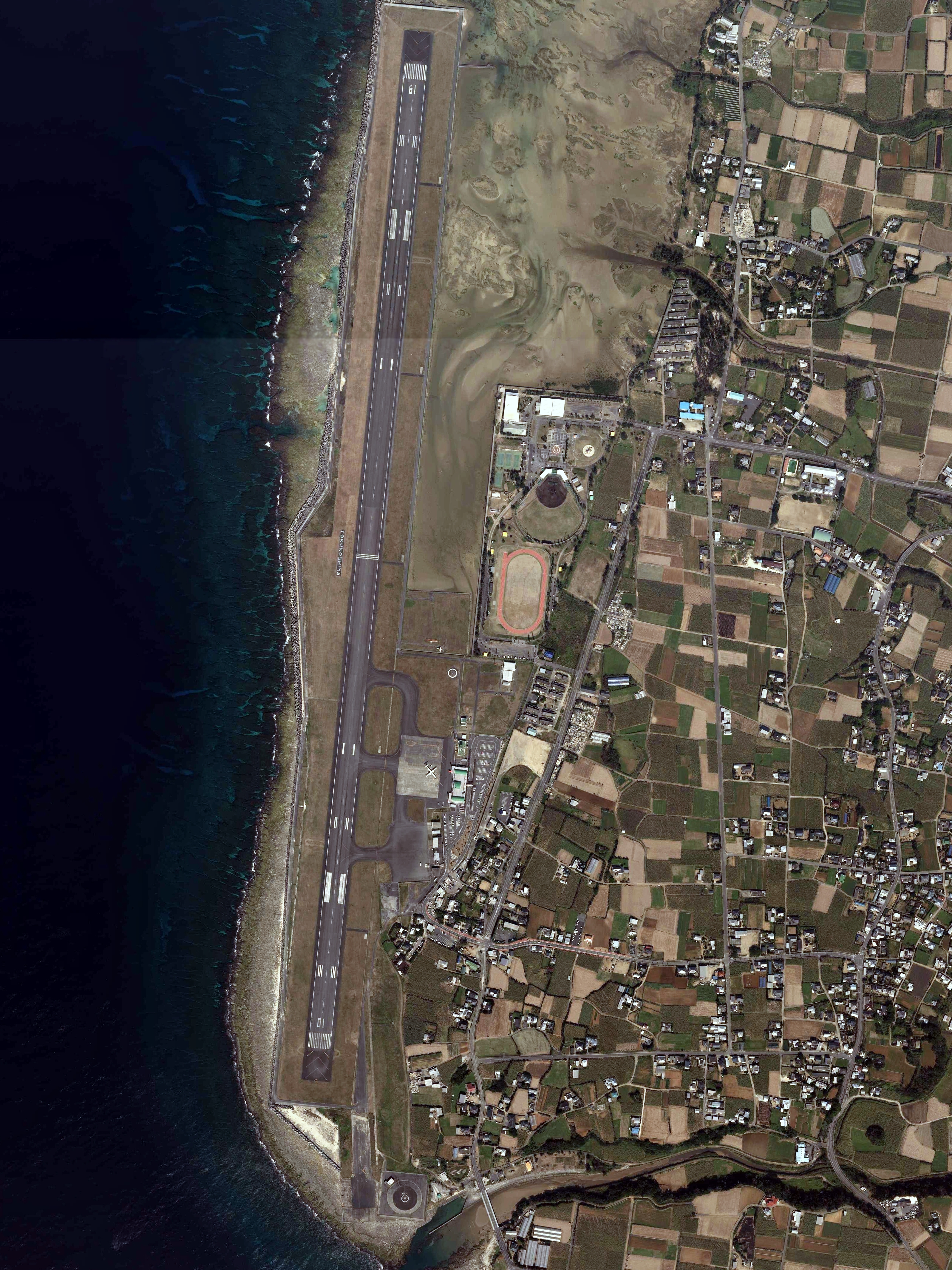
徳之島空港の空中写真（2016年）

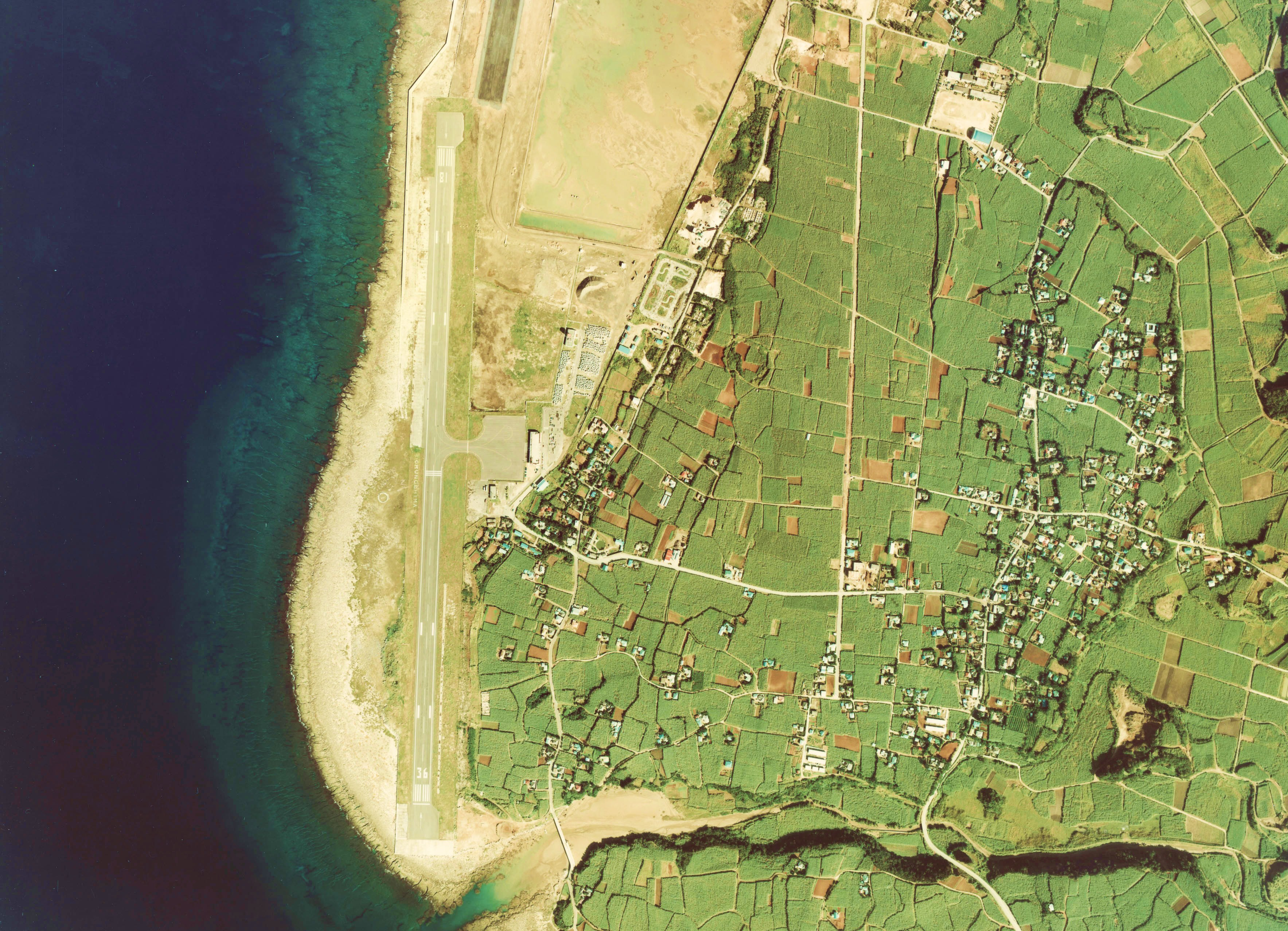
徳之島空港付近の空中写真。（1977年撮影）
ジェット化以前の滑走路延長1200ｍの頃。写真上部に付け替え予定の新滑走路南端が写っている。

徳之島空港（とくのしまくうこう、英: Tokunoshima Airport）は、鹿児島県大島郡天城町（徳之島）にある地方管理空港。愛称は徳之島子宝空港。

## 概要
徳之島北部の西海岸リーフ上に埋め立てて建設された。
徳之島 - 鹿児島便は日本航空がジェット機（MD-81）で1日2便就航していた（多客期は増発あり）が、閑散期には搭乗率が50%を切り、日本航空は2010年4月から日本エアコミューターのボンバルディア・DHC8-Q400に置き換え、便数を従来の1日2便から1日4便へ増便した。これにより、徳之島空港を発着する便は全てプロペラ機で運航されることになった。
2017年10月29日より、約7年半ぶりに日本航空（ジェイエア運航）のジェット機（E170）による運航が再開した。
年間利用客数は、合計203,454人（2024年度）。

## 歴史
- 1961年（昭和36年）11月15日 - 	東亜航空に飛行場設置許可
- 1962年（昭和37年）2月23日 - 東亜航空の場外離着陸場として滑走路1,080 mにて供用開始[1]
- 1970年（昭和45年）10月24日 - 管理者を東亜航空から鹿児島県に変更[1]
- 1973年（昭和48年）
  - 2月27日 - 第三種空港政令指定[1]
  - 6月1日 - 滑走路延長（1,200 m）[1]
- 1978年（昭和53年）11月3日 - 新滑走路付替（1,200m）。旧滑走路廃止
- 1980年（昭和55年）6月1日 - 旧滑走路の敷地を利用し滑走路延長（2,000 m）[1]。鹿児島県の離島空港で初のジェット化[1]。新ターミナル供用開始
- 2009年（平成21年）
  - 6月20日 - 第一航空が徳之島 - 那覇便を就航
  - 9月11日 - 初の国際チャーター便を中華航空により台北向け運航。（帰りの便は14日）
- 2012年（平成24年）2月26日 - 開港50周年記念式典に合わせ「徳之島子宝空港」の愛称を制定[5]

## 施設
ターミナルビルは平屋造りのため旅客乗降は駐機場からの原則タラップやスロープを使った方法となる。

ターミナル内総合案内所、有料待合室、コインロッカー、飲食/物販店があり、展望デッキは2階空港ターミナル屋上となる。

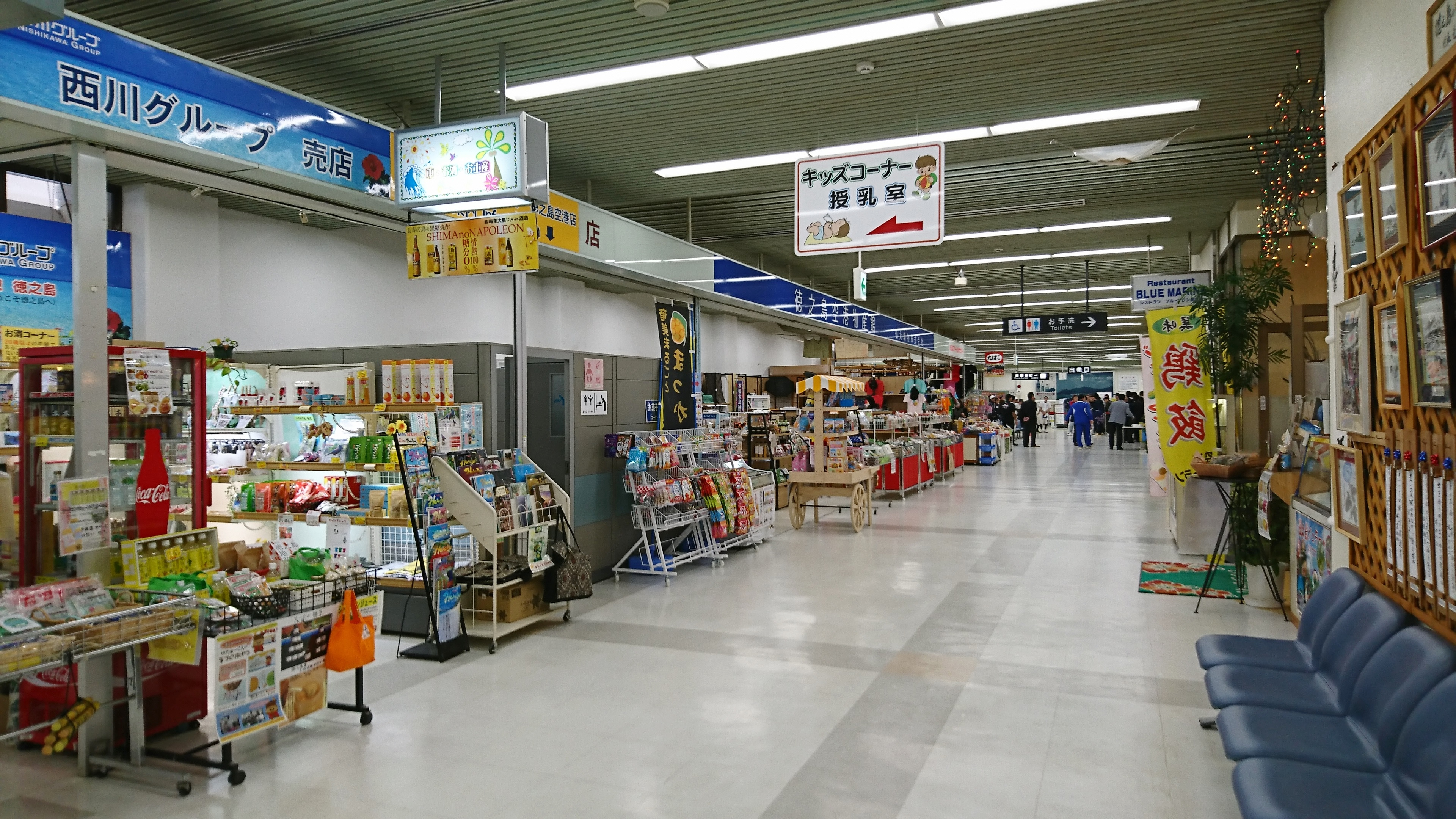
ターミナル施設内部

## 路線
- 日本航空（JAL）[7]
  - 鹿児島空港
  - 奄美空港（18年7月以降JACアイランドホッピング運用上奄美行き午後便のみになったが19年10月27日から午前便が再開[8]）
  - 沖永良部空港経由那覇空港（JACアイランドホッピング運用）[9]

### 期間限定路線
- 大阪国際空港（伊丹）ジェイエアにより年末年始・お盆期間等期間を限定して運航[10]

## 現状と今後

### 普天間基地の移設構想
2010年1月25日、沖縄県の普天間基地移設問題で政府与党民主党の牧野聖修衆議院議員（静岡一区）と関係者が来島した。島内3町長と会談し、普天間基地の県外移設先について「移設候補地としてジェット空港だから徳之島がベスト」と伝え官房長官との面談を要求した。また、徳之島に移設する場合に、徳之島空港の施設を活用する構想を表明した。しかし、米軍基地移設は奄美群島の世界遺産化などを検討している中で逆行するものであり、奄美群島ひいては県全体の問題として、3町長とも受け入れ反対で一致した。
26日には鹿児島県知事にも3町長の統一見解を表明、27日には牧野議員事務所側にも反対表明し、官房長官との面談も拒否する意向を伝えた。2月4日には自由民主党の平沢勝栄衆議院議員と山本一太参議院議員が来島し、3町長・町議会議員・住民から意見を聴取したうえで、断固反対の意思を確認した。

## アクセス
運行本数・所要時間・料金等の詳細は、該当項目や公式サイトにて最新情報を確認されたい。
- 徳之島総合陸運
  - 亀津発着便

## その他
- 徳之島VOR/DMEおよびLOC（グライドスロープなし）が整備されているものの、管理官所は、鹿児島空港事務所システム運用管理センターである。

## 参考・浅間飛行場
当空港開港前、帝国陸軍によって建設された浅間飛行場（陸軍徳之島北飛行場）が現空港の東側、浅間地区に所在した。
1943年（昭和18年）に約2200名の島民が徴用され、建設工事が始まった。翌年1月からは、沖永良部、与論両島より300名余りの労務者が応援、5月にほぼ飛行場が完成し、6月には飛行中隊本部、事務室、整備室などが設置され、1500mの滑走路を主体として、補助滑走路も存在した。のちに駐留機を含め、米軍に数度破壊され、中継基地としての機能のみとなった。当飛行場からは、特攻機が1945年（昭和20年）3月から5月にかけて14回（43機）沖縄の海へと出撃している。終戦で供用停止。以降、徳之島空港が完成する1962年（昭和37年）まで徳之島に空港は存在しなかった。
- 浅間飛行場跡（1947年）。黄文字で滑走路の位置を図示。
国土交通省 国土地理院 地図・空中写真閲覧サービスの空中写真を基に作成

- 位置座標：北緯27度49分45.39秒 東経128度53分17.61秒 / 北緯27.8292750度 東経128.8882250度